# Вионие
Вионие (на френски: Viognier) е бял винен сорт грозде, разпространен най-вече на десния бряг на река Рона на юг от Виен, Франция. В последните години се разпространява в Италия, Швейцария и във всички лозарски страни в Южна Европа, както и в Австралия, Нова Зеландия, Чили и САЩ.
Сортът е познат и с наименованията: Пети Вионие и Галопин.
Гроздето узрява в края на месец септември. Гроздовете са средно големи, конусовидни, крилати и плътни. Зърната са малки, леко елипсовидни, бели, със зеленикав оттенък. Кожицата е дебела. Месото е сочно с лек вкус на мускус.
Използва се самостоятелно за направата на сухо бяло вино с аромат на цветя и запомнящ се вкус, което обаче няма потенциал за стареене и е препоръчително да се пие младо. Може да се купажира с други сортове, за да се придаде аромат на виното.